# Шехнааз Гілл
Шехнааз Гілл (27 січня 1994), також відома як Шехнааз Каур Гілл, індійська акторка, модель і співачка, яка працює на панджабі та хінді телебаченні, а тепер у фільмах Боллівуду. Кар'єру моделі почала з музичного кліпу 2015 року Shiv Di Kitaab. У 2017 році дебютувала як акторка у фільмі Пенджабі Sat Shri Akaal England. У 2019 році Гілл брала участь у реаліті-шоу Bigg Boss 13, де вона посіла третє місце.

## Ранні роки життя
Гілл народилася 27 січня 1994 і виросла в Пенджабі, Індія. Вона має панджабське походження та належить до сикхської родини. Вона любила грати і співати, з дитинства мріяла бути акторкою.
Закінчила школу Школа Далхаузі Вершина пагорба, Далхаузі і закінчила Чудовий професійний університет, Пхагвара, і має ступінь з комерції.

## Кар'єра

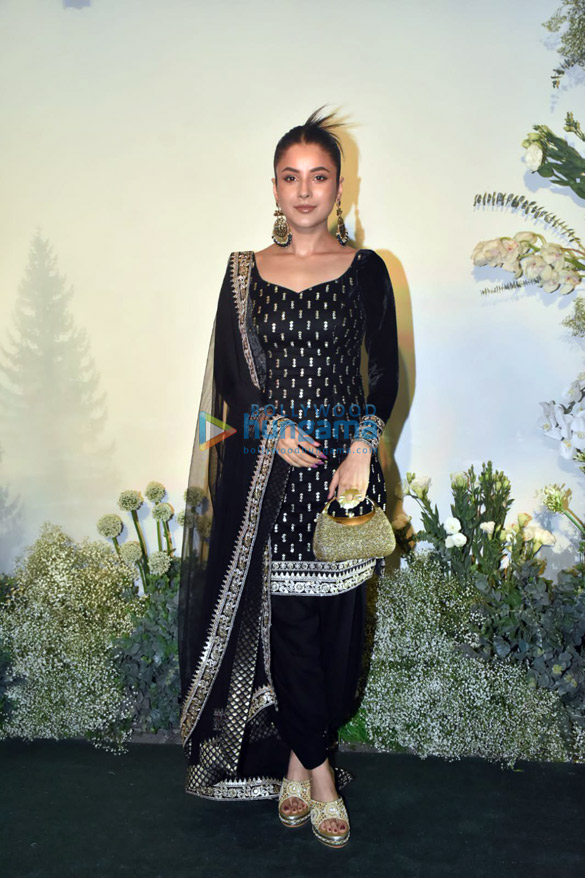
Шехнааз у 2022 році

Гілл почала кар'єру, виступаючи в "Shiv Di Kitaab"(2015). З'явилася Гілл "Majhe Di Jatti" і "Pindaan Diyan Kudiyaan" (2016). Ще одне музичне відео Джилла під назвою Гаррі Санду. Yeah Baby Refix. Гілл також знялася в деяких Пенджабі фільмах, таких як Sat Shri Akaal England (2017), Kala Shah Kala і Daaka в 2019.
У вересні 2019 року Гілл увійшла в число знаменитостей Bigg Boss 13. Коли вона була в домі Bigg Boss, вийшов її перший сингл 'Veham'., а потім деякі інші сингли "Sidewalk", "Range" і "Ronda Ali Peti".[джерело?] Сезон завершився в лютому 2020 року, де Гілл посіла друге місце. У лютому 2020 року вона з'явилася в Mujhse Shaadi Karoge, але він припинився протягом місяця через COVID-19 пандемія.
Потім Гілл знялася в кількох музичних відео, зокрема "Bhula Dunga", "Keh Gayi Sorry", "Kurta Pajama", "Waada Hai", "Shona Shona" and "Fly".
У 2021 році Гілл з’явилася у фільмі Punjabi "Honsla Rakh" разом із Diljit Dosanjh.

## Зовнішні посилання
- Шехнааз Гілл у соцмережі «Твіттер»
- Шехнааз Гілл на сайті IMDb (англ.)